# Il gioco delle ombre
Il gioco delle ombre és una pel·lícula dramàtica italiana del 1991 escrita i dirigida per Stefano Gabrini.

## Trama
Luca és un jove escriptor que després del suïcidi de la seva dona, s'instal·la a una casa que xucla lentament l'energia del seu cos. Allí hi projecta el seu món fantàstic a les coses que l'envolten

## Repartiment
- Fabio Bussotti : Luca
- Mariella Valentini : Alice
- Fiammetta Carena : Marta
- Isa Gallinelli : Isa
- Maurizio Sguotti : Barretti
- Remo Remotti : Lele

## Crítiques
| «                           | Una pel·lícula alhora molt lletja i bonica, termes que entren en conflicte però que en cert sentit resumeixen una poètica que vol jugar molt amb els contrastos. Odiàvem la repetitivitat d'algunes accions, la lentitud i la pesadesa d'algunes escenes, la interpretació mal doblada. Però, malgrat això, és una pel·lícula que, com diuen “per bé o per mal mentre en parlem”, segur que no passa desapercebuda | » |
| — Rosalba Alia, Qui giovani | |   |

| «                                                | L'obra de Stefano Gabrini és digna, ben construïda, realitzada amb mà segura i domini de la càmera. És probable que un tema menys difícil de tractar hagués facilitat molt la tasca de debut del jove director. | » |
| — Claudio Siniscalchi, Rivista del cinematografo | |   |